# Hart-Rouge
Hart-Rouge est un quatuor musical formé de quatre chanteurs francophones originaire de la ville de Willow Bunch dans la province de la Saskatchewan. Le groupe fransaskois participe à de nombreux concerts à travers le Canada et chante en français mais également en anglais.

## Historique
En 1983, les membres d'une famille bilingue de Saskatchewan, Aline, Annette, Carmen, Michelle, Paul, Solange et Suzanne Campagne, originaire de Willow Bunch (anciennement Talles-de-Saules) et regroupant le village de Hart-Rouge, forment le groupe "Folle Avoine" qui chante en français et en anglais un peu partout au Canada.
En 1986, Annette, Michelle, Suzanne et Paul décident de poursuivre leur carrière sous le nom de "Hart Rouge". Un an plus tard, en 1987, le groupe vient s’installer au Québec.

## Composition du groupe
- Michelle Campagne: voix, guitare acoustique, accordéon
- Paul Campagne: voix, guitare acoustique, basse, violon, guitare électrique
- Suzanne Campagne: voix
- Annette Campagne: voix (1986-1996)

## Consécration
Après un premier 45 tours, le quatuor participe aux Francofolies de La Rochelle en France, au Festival international de Louisiane, au Festival d’été de Québec et au Festival international de la chanson de Sopot en Pologne où il remporte un prix spécial du jury.
En 1988, Hart Rouge lance son premier album avec les chansons "Et après tout ça" et "Heart Of The Matter".
En 1989, Hart Rouge participe à la première interprétation du hymne officiel franco-ontarien Notre place à Toronto.
En 1991, après un deuxième album avec les titres "Inconditionnel", "C’est elle" et une version a cappella de "Mon Pays" de Claude Léveillée, le groupe donne plusieurs spectacles aux côtés du chanteur franco-manitobain Daniel Lavoie, et chante notamment devant 40 000 personnes à Tallinn, en Estonie. Le groupe participe aux Francofolies de Montréal.
En 1992, Hart Rouge chante au spectacle d’ouverture des festivités du 350e anniversaire de Montréal.
En 1995, ils se produisent au Festival d'été de Québec avec le Witness for Christ Choir, chorale du Kentucky. L'événement donne lieu à un album enregistré en public intitulé "Bonsoir Québec!".
En 1996, le groupe Hart-Rouge participe au Festival de jazz de Montréal avec le Witness for Christ Choir du Kentucky. Cette année-là, Annette quitte le groupe pour continuer une carrière en solo. Michelle, Suzanne et Paul continuent ensemble et orientent leur genre musical vers la musique folk en relation avec d'une part les racines canadiennes-françaises du Québec et d'Acadie et d'autre part la musique cajun et la culture Acadiane de la Louisiane française. Ils produisent dans ce registre musical plusieurs albums de musiques folks et traditionnelles, "Beaupré's Home" (ils sont originaires du même village que le célèbre Géant Édouard Beaupré qui atteignait 2,50 mètres de haut), "Nouvelle-France", " Histoire de famille" et "J'ai fait un rêve".
Le groupe Hart-Rouge interprétera également des textes de Gilles Vigneault et de Bob Dylan.

## Discographie

### Albums
| Année | Nom de l'album             | Format | Label              | # label                        |
| ----- | -------------------------- | ------ | ------------------ | ------------------------------ |
| 1987  | Hart Rouge                 | V/CD   | Trafic             | TF-8732 / TFK-8732 / TFWD-8732 |
| 1991  | Inconditionnel             | CD     | Trafic             | TFD-8953                       |
| 1992  | Le dernier mois de l'année | CD     | Trafic             | TFD-8963                       |
| 1993  | Blue Blue Windows          | CD     | MCA Records        | MCASD-10807                    |
| 1994  | La fabrique                | CD     | Prod. Folle Avoine | FACD-0594                      |
| 1995  | Bonsoir Québec             | CD     | Prod. Folle Avoine | FACD-0595                      |
| 1997  | Beaupré's Home             | CD     | Highway 13 Musique | H13-0297                       |
| 1998  | Nouvelle-France            | CD     | Red House Records  | RHRCD-122                      |
| 1998  | Une histoire de famille    | CD     | Universal Music    | UMSD-81094                     |
| 2001  | J'ai fait un rêve          | CD     | Prod. Folle Avoine | 86617 12092                    |

### 45 tours (7")
| Année | Face A / Face B                                                   | Label  | # label     |
| ----- | ----------------------------------------------------------------- | ------ | ----------- |
| 1988  | On s'aime (mais pas complètement) / The Heart of the Matter       | Trafic | F4-88216    |
| 1988  | Et après tout ça / Double Take (nouveau mix)                      | Trafic | 7CDN-75     |
| 1989  | Raconte-moi une histoire / Raconte-moi une histoire               | Trafic | 89248 DJ    |
| 1989  | Les clés du bonheur / Les clés du bonheur (avec Claude Léveillée) | GMD    | GMD-1301-25 |

### Réédition
| Année | Nom de l'album | Format | Label             | # label   | # original |
| ----- | -------------- | ------ | ----------------- | --------- | ---------- |
| 1998  | Beaupré's Home | CD     | Red House Records | RHRCD-102 | H13-297    |

### Participations
| Année | Artiste           | Nom de l'album                                                                               | Format | Label               |
| ----- | ----------------- | -------------------------------------------------------------------------------------------- | ------ | ------------------- |
| 1989  | Claude Léveillée  | Enfin revivre                                                                                | V/CD   | Disques GMD         |
| 1989  | Gaston Mandeville | Où sont passés les vrais rebelles                                                            | V/CD   | Trafic              |
| 1990  | Daniel Lavoie     | Long courrier                                                                                | V/CD   | Trafic              |
| 1990  | Carmen Campagne   | Une voix pour les enfants                                                                    | CD     | Oak Street Music    |
| 1991  | Répercussion      | New Kong                                                                                     | CD     | A&M Records         |
| 1993  | Carmen Campagne   | Une fête pour les enfants                                                                    | CD     | MCA Records         |
| 1994  | Carmen Campagne   | La magie de Noël                                                                             | CD     | MCA Records         |
| 1994  | Carmen Campagne   | J'ai tant dansé                                                                              | CD     | MCA Records         |
| 1995  | Carmen Campagne   | La vache en Alaska                                                                           | CD     | MCA Records         |
| 2000  | Artistes variés   | Un trésor dans mon jardin (voix: Comptine pour endormir un enfant et Les amours les travaux) | CD     | La Montagne Secrète |
| 2001  | Artistes variés   | A Nod to Bob                                                                                 | CD     | Red House Records   |
| 2003  | Artistes variés   | Dodo la planète do: Mali-Louisiane (voix)                                                    | CD     | La Montagne Secrète |
| 2004  | Artistes variés   | A Treasure in my Garden (voix)                                                               | CD     | La Montagne Secrète |
| 2004  | Émile Campagne    | Jours de mer                                                                                 | CD     | Prod. Folle Avoine  |
| 2005  | Artistes variés   | Dodo la planète do: Chine-Sénégal (voix)                                                     | CD     | La Montagne Secrète |
| 2005  | Artistes variés   | Dream Songs Night Songs from Mali to Louisiana (voix)                                        | CD     | La Montagne Secrète |
| 2008  | Artistes variés   | Dodo la planète do: Belgique-Brésil (voix)                                                   | CD     | La Montagne Secrète |
| 2008  | Artistes variés   | Dream Songs Night Songs from Belgium to Brazil (voix)                                        | CD     | La Montagne Secrète |
| 2008  | Artistes variés   | A Treasure in My Garden                                                                      | CD     | La Montagne Secrète |

## Lauréats et nominations

### Gala de l'ADISQ
| Année | Catégorie                                 | Pour                    | Résultat   |
| ----- | ----------------------------------------- | ----------------------- | ---------- |
| 1989  | groupe de l'année                         | Hart-Rouge              | nomination |
| 1991  | groupe de l'année                         | Hart-Rouge              | nomination |
| 1992  | groupe de l'année                         | Hart-Rouge              | nomination |
| 1997  | Félix de la pochette de disque de l'année | Beaupré's Home          | gagnant    |
| 1999  | album de l'année - folk                   | Une histoire de famille | nomination |
| 2002  | album de l'année - folk contemporain      | J'ai fait un rêve       | nomination |

### Autres
Chanson populaire de la SOCAN: Inconditionnel (1992)
Classique de la SOCAN: Inconditionnel (2018)
#1 du palmarès: C'est elle (1991, 5 sem.)